# Phil Harres
Phil Harres (Datteln, 25 marzo 2002) è un calciatore tedesco, attaccante dell'Holstein Kiel.

## Carriera
Harres è cresciuto nelle giovanili di Borussia Dortmund, Bochum, Hombrucher, Preußen Münster e Dinamo Dresda.
Nel 2021 è passato in prestito biennale all'Ulma dove ha debuttato il 13 agosto nell'incontro di Regionalliga pareggiato 3-3 contro il FSV Francoforte. Ha segnato il suo primo gol l'11 settembre seguente decidendo al 92' la sfida contro il Rot-Weiß Koblenz.
Rientrato anticipatamente alla Dinamo Dresda, ha debuttato in 3. Liga il 10 agosto 2022 contro il Verl e poco dopo è stato ceduto in prestito al Viktoria Berlino. L'anno successivo è stato acquistato dall'Homburg con cui si è laureato capocannoniere della Regionalliga Südwest.
Il 29 maggio 2024 è stato acquistato dall'Holstein Kiel, neopromosso in Bundesliga.

## Statistiche

### Presenze e reti nei club
Statistiche aggiornate al 23 novembre 2024.
| Stagione        | Squadra          | Campionato      | Campionato | Campionato | Coppe nazionali | Coppe nazionali | Coppe nazionali | Coppe continentali | Coppe continentali | Coppe continentali | Altre coppe | Altre coppe | Altre coppe | Totale | Totale | Totale |
| Stagione        | Squadra          | Comp            | Pres       | Reti       | Comp            | Pres            | Reti            | Comp               | Pres               | Reti               | Comp        | Pres        | Reti        | Pres   | Reti   |        |
| --------------- | ---------------- | --------------- | ---------- | ---------- | --------------- | --------------- | --------------- | ------------------ | ------------------ | ------------------ | ----------- | ----------- | ----------- | ------ | ------ | ------ |
| 2021-2022       | Ulma             | RL              | 34         | 8          | CG              | 1               | 0               | -                  | -                  | -                  | -           | -           | -           | 35     | 8      |        |
| ago. 2022       | Dinamo Dresda    | 3L              | 1          | 0          | CG              | 0               | 0               | -                  | -                  | -                  | -           | -           | -           | 1      | 0      |        |
| 2022-2023       | Viktoria Berlino | RL              | 28         | 8          | CG              | 0               | 0               | -                  | -                  | -                  | -           | -           | -           | 28     | 8      |        |
| 2023-2024       | Homburg          | RL              | 34         | 24         | CG              | 3               | 2               | -                  | -                  | -                  | -           | -           | -           | 37     | 26     |        |
| 2024-2025       | Holstein Kiel II | RL              | 5          | 2          | -               | -               | -               | -                  | -                  | -                  | -           | -           | -           | 5      | 2      |        |
| 2024-2025       | Holstein Kiel    | BL              | 4          | 1          | CG              | 1               | 0               | -                  | -                  | -                  | -           | -           | -           | 5      | 1      |        |
| Totale carriera | Totale carriera  | Totale carriera | 106        | 43         |                 | 5               | 2               |                    | -                  | -                  |             | -           | -           | 111    | 45     |        |

## Palmarès

### Club

#### Competizioni nazionali
- 3. Liga: 1

Dinamo Dresda: 2020-2021

### Individuale
- Capocannoniere della Regionalliga: 1

2023-2024 (24 reti)